# فيرتشايلد 22
فيرتشايلد 22 (بالإنجليزية: Fairchild 22)‏ هي طائرة تدريب، أحادية السطح، وبمقعدين. أنتجت في 1931 بالولايات المتحدة. من صناعة فيرتشايلد للطيران. كان أول طيران لها في 1931. صنع منها 127 طائرة.